# Acehúche
Acehúche (extremadurai nyelven L'Aciúchi vagy L'Aceúchi, asztur-leóni nyelven El Aceúchi) település Spanyolországban, Cáceres tartományban. Acehúche Alcántara, Cachorrilla, Pescueza, Portaje, Ceclavín és Portezuelo községekkel határos. Lakosainak száma 805 fő (2024).

## Népesség
A település népessége az elmúlt években az alábbi módon változott:
| Lakosok száma | 941  | 888  | 866  | 860  | 846  | 829  | 814  | 801  | 816  | 805  |
|               | 2001 | 2003 | 2006 | 2008 | 2012 | 2014 | 2017 | 2019 | 2022 | 2024 |